# 加内斯赫普尔
加内斯赫普尔（Ganeshpur），是印度马哈拉施特拉邦Bhandara县的一个城镇。总人口8183（2001年）。

## 人口
该地2001年总人口8183人，其中男性4248人，女性3935人；0—6岁人口834人，其中男445人，女389人；识字率83.00%，其中男性为87.62%，女性为78.02%。